# Phacélie à feuilles de tanaisie
Phacelia tanacetifolia
Espèce
Classification phylogénétique
La phacélie à feuilles de tanaisie (Phacelia tanacetifolia) est une plante herbacée annuelle de la famille des Hydrophyllacées (Boraginaceae selon la classification phylogénétique).
Originaire du nord du Mexique et du sud de la Californie, cette plante est particulièrement intéressante en agriculture et apiculture.

## Description
La tige pleine et rigide, couverte de poils raides et assez épaisse, qui peut atteindre un mètre, est teintée de rouge. Son système racinaire est dense.
Les feuilles, alternes, sont profondément divisées et rappellent celles de la tanaisie (Tanecetum).
Les fleurs très parfumées sont groupées en inflorescences scorpioïdes (en forme de crosse qui se déroule progressivement au fur et à mesure de l'épanouissement de petites fleurs de 1 cm qui commence par le haut) serrées du genre cyme. Les éléments floraux ont des nuances bleu-lavande ; ce sont les cinq étamines et les deux styles qui émergent nettement de la corolle à cinq pétales. Étroit calice aux sépales poilus.
La période de floraison se situe au printemps et peut se prolonger jusqu'en automne.
Les fruits sont de petites capsules déhiscentes contenant deux à quatre petites graines noires (3 mm de long).

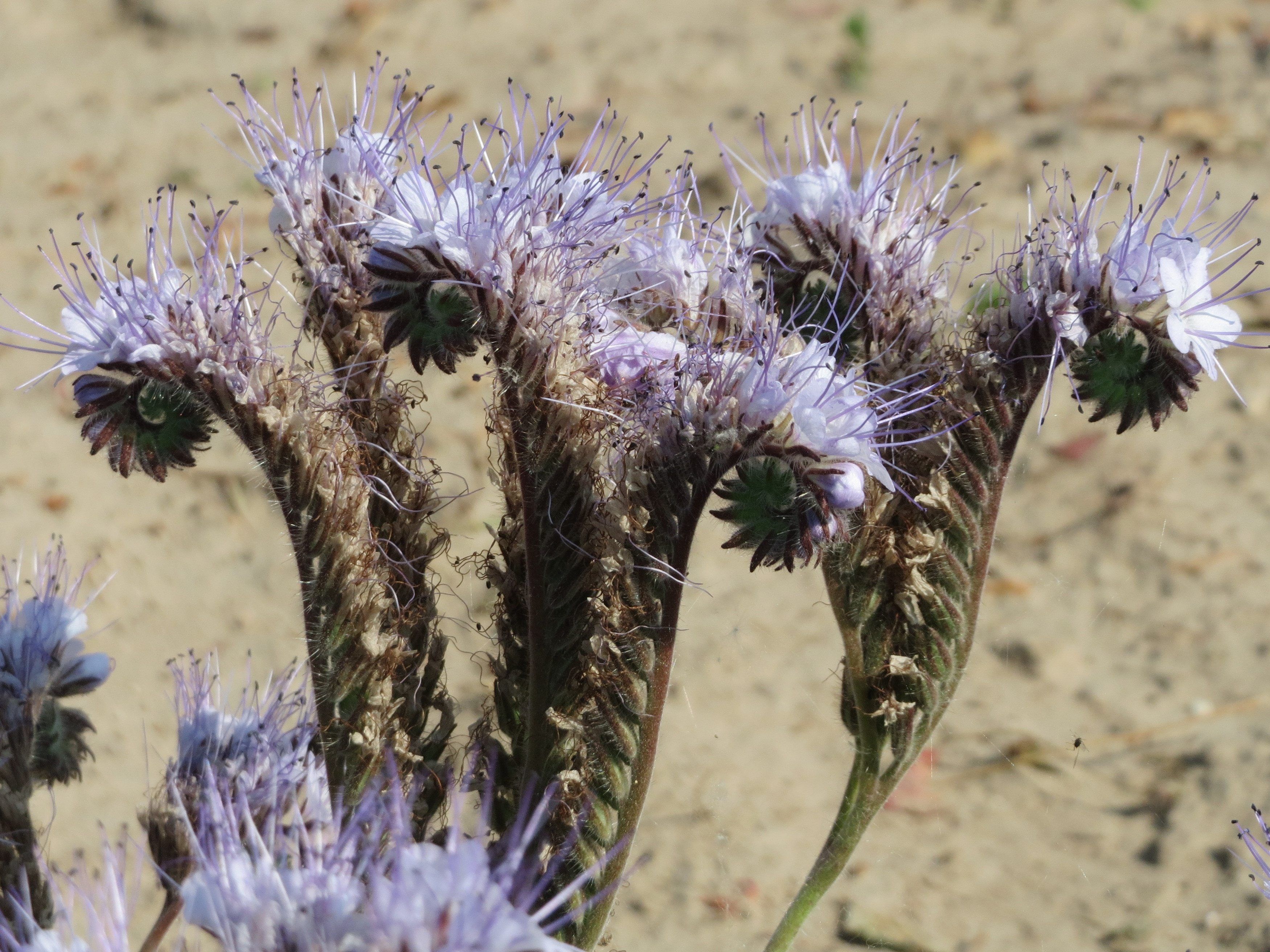
Crosses florales de phacélie.
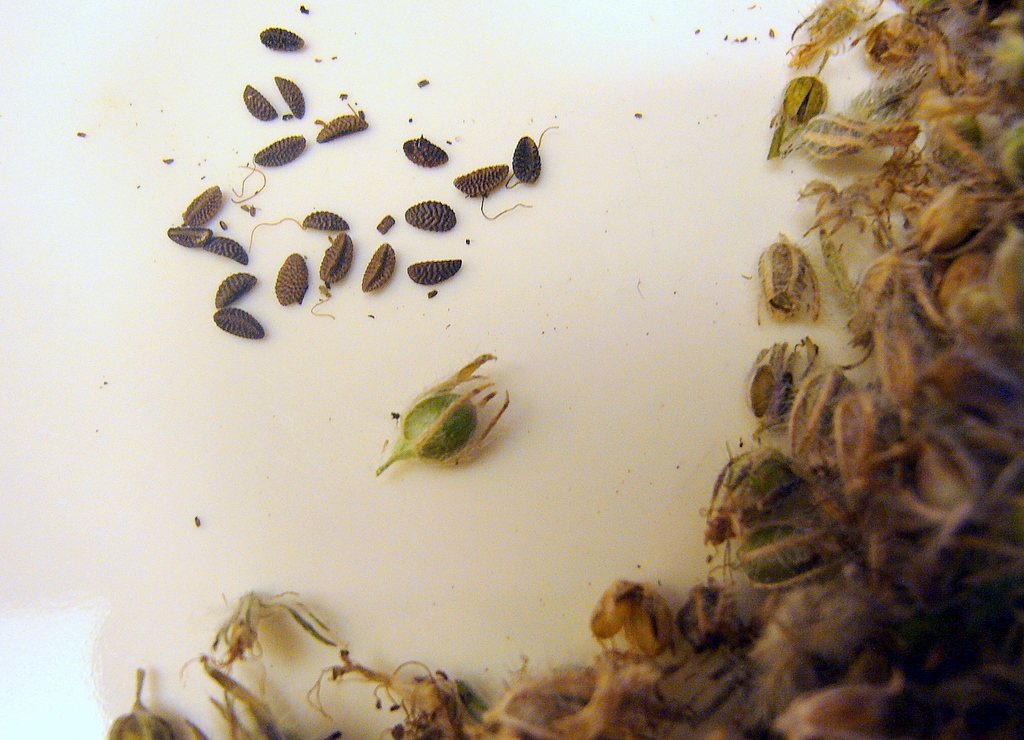
Graines et capsules de phacélie.
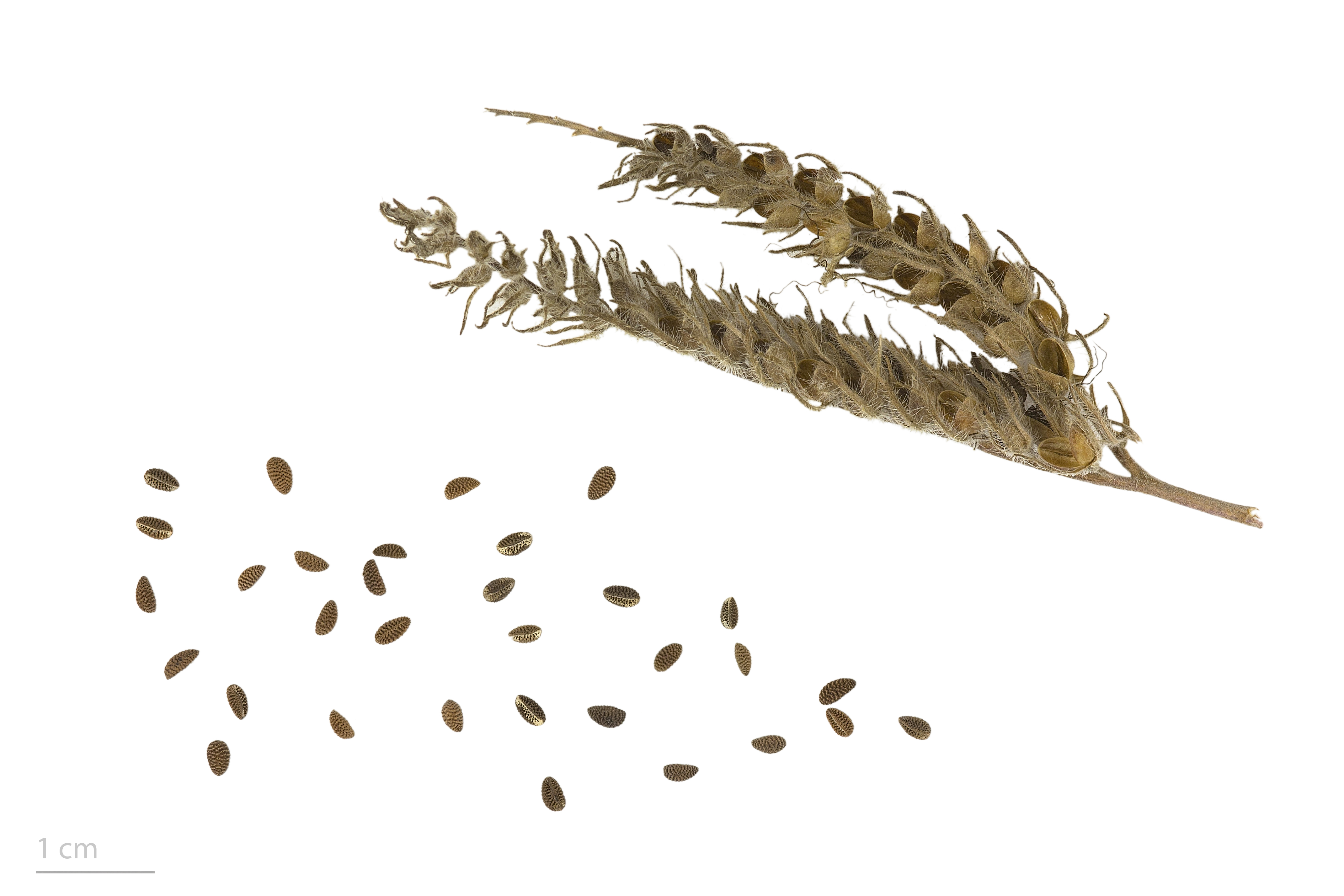
Graines - Muséum de Toulouse
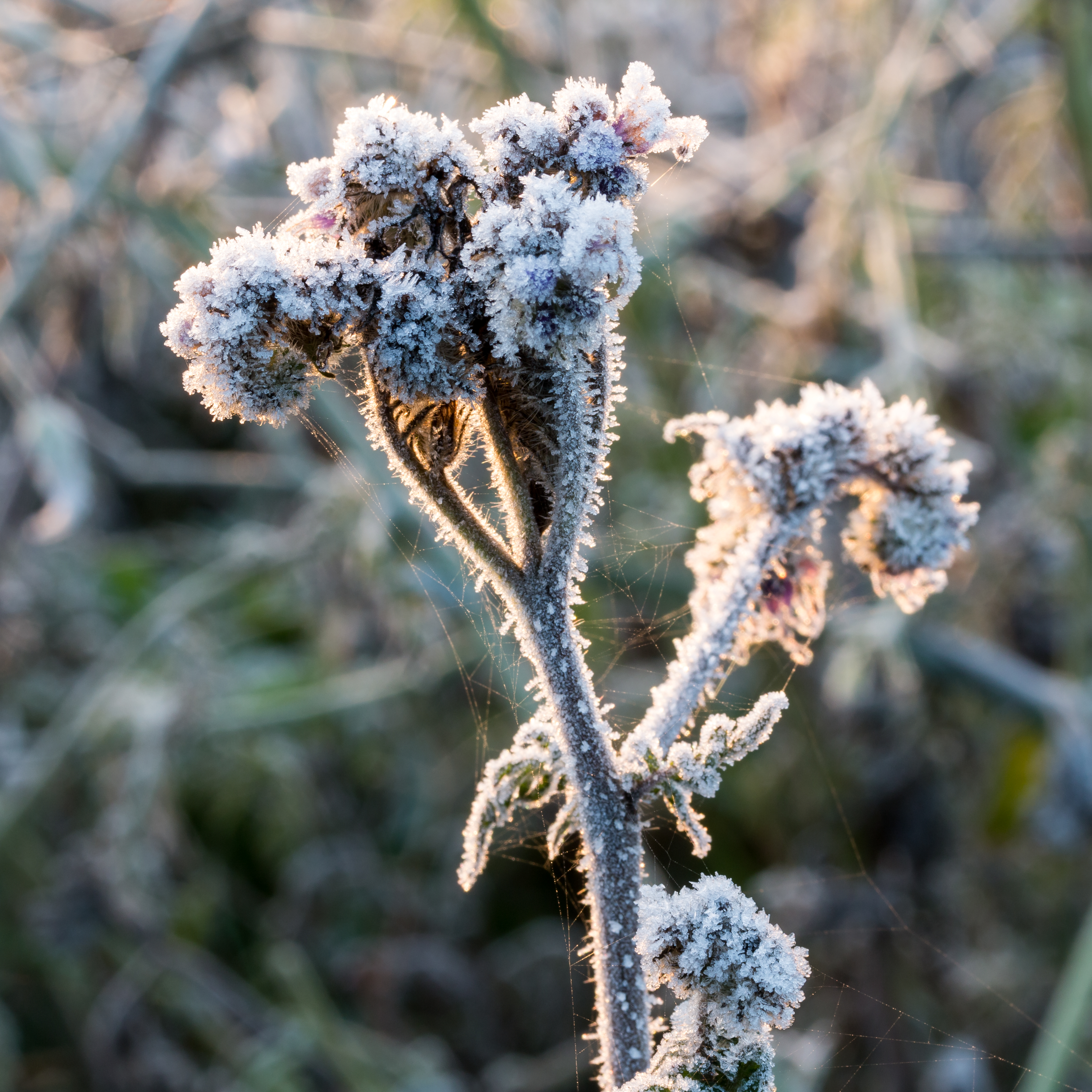
Phacelia tanacetifolia et gel, à Dülmen, Allemagne. Décembre 2016.

## Distribution
Cette espèce est originaire du sud des États-Unis (Californie, Arizona, Nevada) et du nord du Mexique.
Elle est cultivée et s'est naturalisée dans les régions tempérées des autres continents.

## Culture

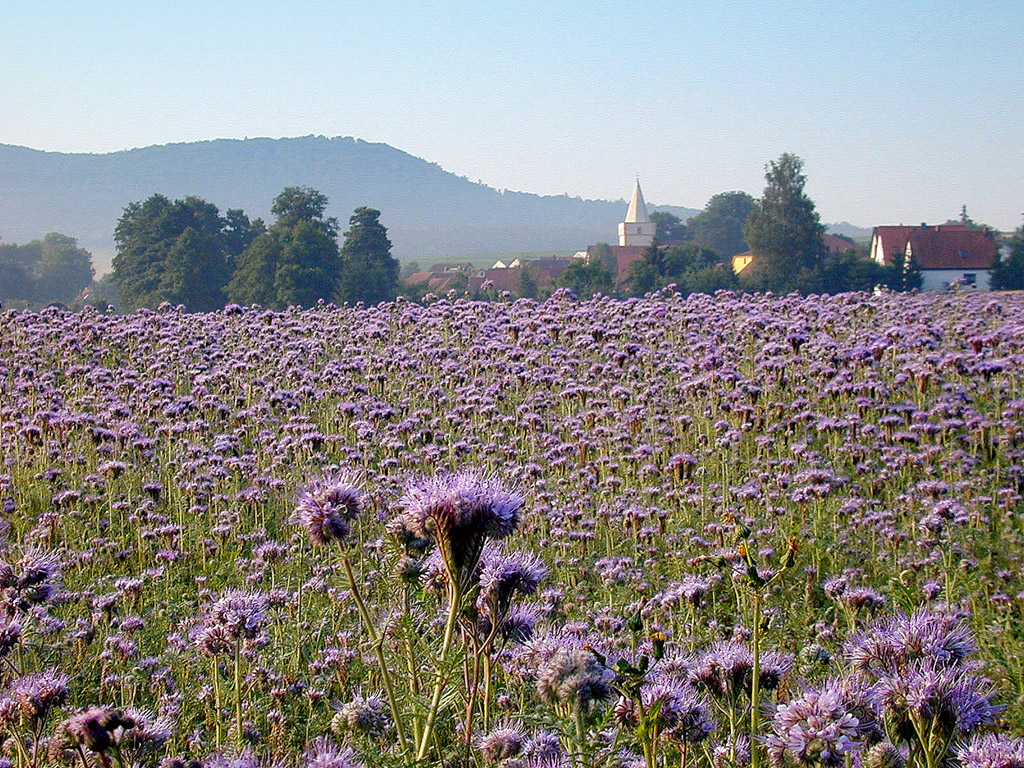
Un champ de phacélie.

La plante pousse naturellement dans les sols plutôt secs. Elle est mature en 3 à 4 mois.
Comme plante mellifère, la phacélie est semée à des taux de semis plus faibles (6 à 8 kg/ha) que comme engrais vert. Lorsque le taux de semis excède 10 kg/ha, le contenu en sucre du nectar diminue car les plants sont plus petits et poussent moins vite. Des semis trop denses raccourcissent la durée de floraison.
Si on doit semer en été, la moutarde blanche est plus adaptée que la phacélie.
Lorsque la phacélie produit des graines viables, elle peut elle-même devenir une plante envahissante.

### Multiplication
La seule multiplication utilisée est le semis qui s'effectue après les derniers gels au printemps en semant à 0,5 cm de profondeur pour assurer une obscurité indispensable à la graine pour permettre la germination. La germination des graines de phacélie fraîchement récoltées est mauvaise de 20 à 30 °C mais bonne à 10 °C. La semence de phacélie est dormante pendant au moins deux mois après la récolte.
Les graines de phacélie se conservent de trois à quatre ans dans des conditions normales et jusqu'à six ans dans des conditions optimales. La semence jeune peut germer à 5 °C, la semence plus vieille uniquement en sol chaud.

## Utilisation
La phacélie présente un quadruple intérêt en agriculture :
- ses fleurs attirent particulièrement les syrphides (hélophiles), les carabes, les bombyles et les aphelinidae qui se nourrissent des pucerons présents aux alentours[6]. On a planté, autour de certains champs, des phacélies pour diminuer le nombre de pucerons.
- excellente plante mellifère, la phacélie attire également les abeilles qui sont des agents de pollinisation pouvant être utiles aux plantes voisines. En semant de façon continue de mai en fin d'été, on peut aussi obtenir une floraison continue de juillet à l'automne. Le miel de phacélie est très parfumé.
- en automne la plante constitue un bon engrais vert. La phacélie comme engrais vert est quelquefois semée en association avec d'autres espèces, par exemple, avec le sarrasin à raison de 8 kg/ha de phacélie pour 40 kg/ha de sarrasin ou avec le lupin à raison de 5 kg/ha de phacélie pour 150 kg/ha de lupin[7]. Lorsqu'elle est plantée sur de grandes étendues elle a la propriété d'éliminer les mauvaises herbes tels que le chiendent.
- la phacélie, semée entre les rangs de jeunes pommiers et poiriers, réduit de moitié la mortalité des jeunes arbres en année de dommages hivernaux sérieux[8]. La phacélie comme couvre-sol a aussi un effet favorable sur la croissance des jeunes pommiers[9]. Il faut veiller à éviter que les périodes de floraison des arbres fruitiers et de la phacélie coïncident car les abeilles privilégieront la phacélie.

La phacélie est particulièrement recommandée dans les vergers d'arbres fruitiers car elle permet également d’accroître les populations de trichogrammes, des micro-hyménoptères parasitoïdes des œufs de lépidoptères, dont les carpocapses (vers des pommes et des prunes). La plante attire aussi la guêpe Aphelinus mali qui parasite le puceron lanigère du pommier.

## Orthographe
On trouve parfois les orthographes alternatives facélie ou phacélia. Même si celles-ci ne sont pas conseillées, elles ne sont pas non plus réellement fautives. La plante ne fut introduite en Europe qu'au début du XIXe siècle, et la diffusion du nom fut principalement orale durant longtemps.